# Herbert Merkel
Herbert Merkel (* 1910; † 7. Januar 1967 in Rom) war ein deutscher Außenhandelsfunktionär und Diplomat der DDR. Er war Vizepräsident der Kammer für Außenhandel (KfA) und Leiter der Handelsvertretungen in Paris und Rom.

## Leben
Merkel war Mitglied der SED. 1954 wurde er Erster Stellvertretender Direktor im DIA-Elektrotechnik. Von 1956 bis 1962 war er im Rang eines Handelsrates Leiter der Vertretung der Kammer für Außenhandel der DDR in Paris. Im Februar 1960 wurde er zum Vizepräsidenten der Kammer für Außenhandel der DDR berufen. Als solcher weilte er vom 8. Februar bis 1. März 1960 zu Sondierungsgesprächen in Havanna und unterzeichnete am 29. Februar 1960 mit dem Präsidenten der kubanischen Nationalbank, Che Guevara, ein Waren- und Zahlungsabkommen. Der Vertrag sah auch die Errichtung von Handelsvertretungen der Republik Kuba in Berlin und der DDR in Havanna vor. Am 28. Oktober 1964 wurde er als Vizepräsident der Kammer für Außenhandel wiedergewählt.
Von Februar 1965 bis zu seinem Tod war er als Handelsrat Leiter der Vertretung der Kammer für Außenhandel der DDR in Italien (Nachfolger von Wilhelm Knapp). Merkel starb im 57. Lebensjahr. Er war verheiratet.

## Auszeichnungen
- Verdienstmedaille der DDR (1959)